# Ómen (film, 2006)
Az Ómen, vagy Ómen 666 (The Omen / The Omen 666) 2006-ban bemutatott amerikai horrorfilm, mely az 1976-os Ómen remake-je. A filmet John Moore rendezte, a forgatókönyvet David Seltzer írta. Az első felvételek 2005. október 3-án kezdődtek meg Csehországban, a prágai Barrandov Studiosban.
Az Ómen bemutatója 2006. június 6-án (06/6/6), reggel 06:06:06-kor volt. Ez az időpont szimbolikusan reprezentálja a 666-os számot, amit hagyományosan a Fenevad számának tekintenek az Újtestamentum szerint (ugyanakkor ezt egyes teológusok vitatják). A film világszerte ezen a keddi napon került a mozikba, így Magyarországon is.
A film az Egyesült Államokban nyitónapján rekordot döntött, minden idők legnagyobb keddi bevételét produkálva, több mint 12 millió dollárral. A pontos összeg ($12 633 666) utolsó három számjegye maga az ominózus szám, azonban Bruce Snyder, a Fox forgalmazásért felelős elnöke elmondta, "Egy kis tréfát űztünk", utalva a stúdió manipulálására a box office számait illetően.

## Történet
Robert Thorn és felesége babát vár. Ám a szülés közben komplikációk lépnek fel, és kisfiuk meghal. A felesége tudta nélkül Thorn (egy pap győzködésére) örökbe fogad egy másik kisfiút, aki ugyanakkor született, amikor az övék meghalt. Telnek az évek, és Robertet kinevezik Amerika londoni nagykövetévé. Minden adott lenne egy tökéletes élethez, de a kis Damien körül megmagyarázhatatlan halálesetek sorozata történik.
Később nyilvánvalóvá válik, hogy a legősibb gonosz, az Antikrisztus jött el Damiennel.

## Szereposztás
| Szerep          | Színész                  | Magyar hangja (1. szinkron, 2006) |
| --------------- | ------------------------ | --------------------------------- |
| Robert Thorn    | Liev Schreiber           | Viczián Ottó                      |
| Katherine Thorn | Julia Stiles             | Zsigmond Tamara                   |
| Damien, a fiuk  | Seamus Davey-Fitzpatrick | Penke Bence                       |
| Mrs. Baylock    | Mia Farrow               | Kovács Nóra                       |
| Keith Jennings  | David Thewlis            | Tarján Péter                      |
| Brennan atya    | Pete Postlethwaite       | Versényi László                   |
| Bugenhagen      | Michael Gambon           | Kristóf Tibor                     |
| Spiletto atya   | Giovanni Lombardo Radice | Gardi Tamás                       |
| Tom Portman     | Reggie Austin            | Vári Attila                       |